# Conotyla smilax
Conotyla smilax är en mångfotingart som beskrevs av Shear 1971. Conotyla smilax ingår i släktet Conotyla och familjen Conotylidae. Inga underarter finns listade i Catalogue of Life.